# Ордовикский период
| система                                                                          | отдел           | ярус         | Ниж. граница, млн лет |
| -------------------------------------------------------------------------------- | --------------- | ------------ | --------------------- |
| Силур                                                                            | Лландоверийский | Рудданский   | 443,1 ±0,9            |
| Ордовик                                                                          | Верхний         | Хирнантский  | 445,2 ±0,9            |
| Ордовик                                                                          | Верхний         | Катийский    | 452,8 ±0,7            |
| Ордовик                                                                          | Верхний         | Сандбийский  | 458,2 ±0,7            |
| Ордовик                                                                          | Средний         | Дарривилский | 469,4 ±0,9            |
| Ордовик                                                                          | Средний         | Дапинский    | 471,3 ±1,4            |
| Ордовик                                                                          | Нижний          | Флоский      | 477,1 ±1,2            |
| Ордовик                                                                          | Нижний          | Тремадокский | 486,85 ±1,5           |
| Кембрий                                                                          | Фуронгский      | Ярус 10      | больше                |
| Деление и золотые гвозди в соответствии с IUGS по состоянию на декабрь 2024 года |                 |              |                       |

Ордо́викский пери́од (ордо́вик) — второй период палеозойской эры. Наступил за кембрийским периодом и сменился силурийским. Продолжался от 486,85 ±1,5 до 443,1 ±0,9 млн лет назад (около 43 млн лет). Комплекс отложений (горных пород), соответствующих этому периоду, называется ордовикской системой.
Жизнь в ордовике продолжала бурно развиваться. Сопоставимая с кембрийским взрывом диверсификация организмов происходила в течение всего периода. Моллюски и членистоногие продолжали оставаться доминирующими морскими животными. Появляются первые челюстноротые рыбы. Суша по большей части продолжала оставаться пустынной, однако в прибрежных зонах стали появляться первые наземные растения. В ордовике на Землю гораздо чаще падали метеориты, чем в настоящее время.

## История
Название периода предложил английский геолог Чарльз Лэпворт в 1879 году. Он указал в качестве типового разрез в районе Аренига и Бала в Уэльсе.
Происходит от имени древнего племени ордовиков, обитавшего на территории Уэльса.
Ордовик принят в качестве самостоятельной системы в 1960 году, на 21-й сессии Международного геологического конгресса. До этого во многих странах ордовикская система рассматривалась в качестве нижнего (ордовикского) отдела силурийской системы.
Изучение ордовикской системы на территории СССР связано с именами Ф. Б. Шмидта, В. В. Ламанского, В. Н. Вебера, Б. С. Соколова, Т. Н. Алиховой, О. И. Никифоровой, А. М. Обута, Р. М. Мянниля, А. К. Рыымусокса и многих других. Известны труды зарубежных исследователей: английских геологов (Ч. Лэпворт, Р. Мурчисон, Х. Б. Уиттингтон, А. Уильямс), чешских (Й. Барранд, В. Гавличек), американских (Дж. Холл, Г. А. Купер, М. Кей), шведских (В. Яануссон), японских (Т. Кобаяси) и других учёных.

## Подразделение ордовикской системы
Ордовикская система подразделяется на 3 отдела:
| Период (система)   | Эпоха (отдел) (МКС) | Век (ярус) (МКС) | Подсистема (Надотдел) (Казахстан) | Эпоха (отдел) (СНГ)         | Век (ярус) (СНГ) |
| ------------------ | ------------------- | ---------------- | --------------------------------- | --------------------------- | ---------------- |
| Ордовикский период | Верхний ордовик     | Хирнантский      | Чингизтауская                     | Верхний ордовик             | Ашгиллский       |
| Ордовикский период | Верхний ордовик     | Катийский        | Чингизтауская                     | Средний ордовик (Таконский) | Карадокский      |
| Ордовикский период | Верхний ордовик     | Сандбийский      | Чингизтауская                     | Средний ордовик (Таконский) | Лландейловский   |
| Ордовикский период | Средний ордовик     | Дарривилский     | Чингизтауская                     | Средний ордовик (Таконский) | Лланвирнский     |
| Ордовикский период | Средний ордовик     | Дапинский        | Улытауская                        | Нижний ордовик              | Аренигский       |
| Ордовикский период | Нижний ордовик      | Флоский          | Улытауская                        | Нижний ордовик              | Тремадокский     |
| Ордовикский период | Нижний ордовик      | Тремадокский     | Улытауская                        | Нижний ордовик              | Тремадокский     |

При таком подразделении нижний и средний подъярусы карадокского яруса обычно относятся к среднему отделу, а верхний подъярус — к верхнему. При двучленном делении ордовикской системы граница отделов проводится между лланвирнским и лландейловским ярусами. В Великобритании нижняя граница ордовикской системы проводится в основании аренигского яруса, а тремадокский ярус относится к кембрию. Наиболее дробными подразделениями, используемыми при расчленении и корреляции ордовикских отложений, являются граптолитовые зоны.

## Характеристика ордовикской системы
Общая характеристика ордовикской системы выделена на всех континентах. Она участвует в строении чехла большинства платформ и широко распространена в складчатых сооружениях. Местами на границе кембрия и ордовика устанавливаются перерывы в осадконакоплении, обусловленные кратковременной регрессией моря. Максимальное расширение морских пространств — трансгрессия моря на платформах — приходится на средний ордовик. В дальнейшем снова наступает этап регрессии. В относительно мелководных эпиконтинентальных морях, покрывавших в ордовике значительные площади платформ Северного полушария, накапливались преимущественно маломощные (в среднем до 500 м) известковистые, реже песчано-глинистые осадки. В переходных областях между платформами и геосинклиналями (в миогеосинклинальных зонах Аппалачей, Урала и др.) мощности осадков ордовикской системы возрастают (местами до 3500 м); наряду с известняками широко распространены обломочные отложения. Во внутренних частях геосинклинальных поясов (эвгеосинклинальные зоны Магог и Фрейзер Северной Америки, каледониды Великобритании и Казахстана и др.) мощности отложений ордовикской системы достигают 10 тыс. м. В этих зонах существовали многочисленные вулканы и наряду с обломочными осадками накопились мощные толщи лав и туфов, а также кремнистых пород. Здесь распространены как мелководные, так и глубоководные осадки. В результате проявления таконской фазы тектонических движений в каледонских геосинклиналях к концу ордовика сформировались складчатые структуры и возникли горные сооружения. Согласно теории тектоники плит в палеозойской эре, в том числе и в ордовикской системе, континенты Северной и Южной Америки были сближены с Европой и Африкой, а Австралия примыкала к Африке и южной части Азии. Один из полюсов, по-видимому, был расположен в северном секторе Тихого океана, а второй — в Северной Африке или в прилегающей части Атлантического океана.

## Органический мир
В ордовикском периоде, как и в кембрии, господствовали бактерии. Продолжали развиваться сине-зелёные водоросли. Пышного развития достигают известковые зелёные и красные водоросли, обитавшие в тёплых морях на глубине до 50 м. О существовании в ордовикском периоде наземной растительности свидетельствуют остатки спор и редкие находки отпечатков стеблей, вероятно, принадлежавших сосудистым растениям.
Из животных ордовикского периода хорошо известны только обитатели морей, океанов, а также некоторые представители пресных и солоноватых вод. Наземная фауна, вероятно, отсутствовала (хотя не исключено, что некоторые членистоногие могли временно выходить на сушу). Существовали представители почти всех типов и большинства классов морских беспозвоночных. Тогда же жили первые хорошо изученные бесчелюстные позвоночные (арандаспиды). В толще вод океанов и морей обитали планктонные радиолярии и фораминиферы. В тепловодных морях обитали кораллы и другие кишечнополостные. Из иглокожих достигли пышного расцвета морские бутоны, морские пузыри, морские лилии, морские звёзды, эдриоастероидеи. Были широко распространены моллюски — двустворчатые, брюхоногие и головоногие, которые включали, среди прочих, такие роды, как ортоцерас, эндоцерас, онкоцерас и аскоцерас. Среди улиток было, в частности, много крылораковинных и беллерофонов. Кроме того, в ордовике были распространены ракоскорпионы, трилобиты, брахиоподы, мшанки, губки, граптолиты, мечехвосты и многие другие животные.
Ордовиком заканчивается крупный этап развития древне-палеозойского органического мира. К началу силура вымирают многие семейства среди граптолитов, брахиопод, кораллов, головоногих моллюсков и трилобитов, а также ряд своеобразных групп иглокожих, характерных только для ордовикского периода.

## Биогеографическое районирование

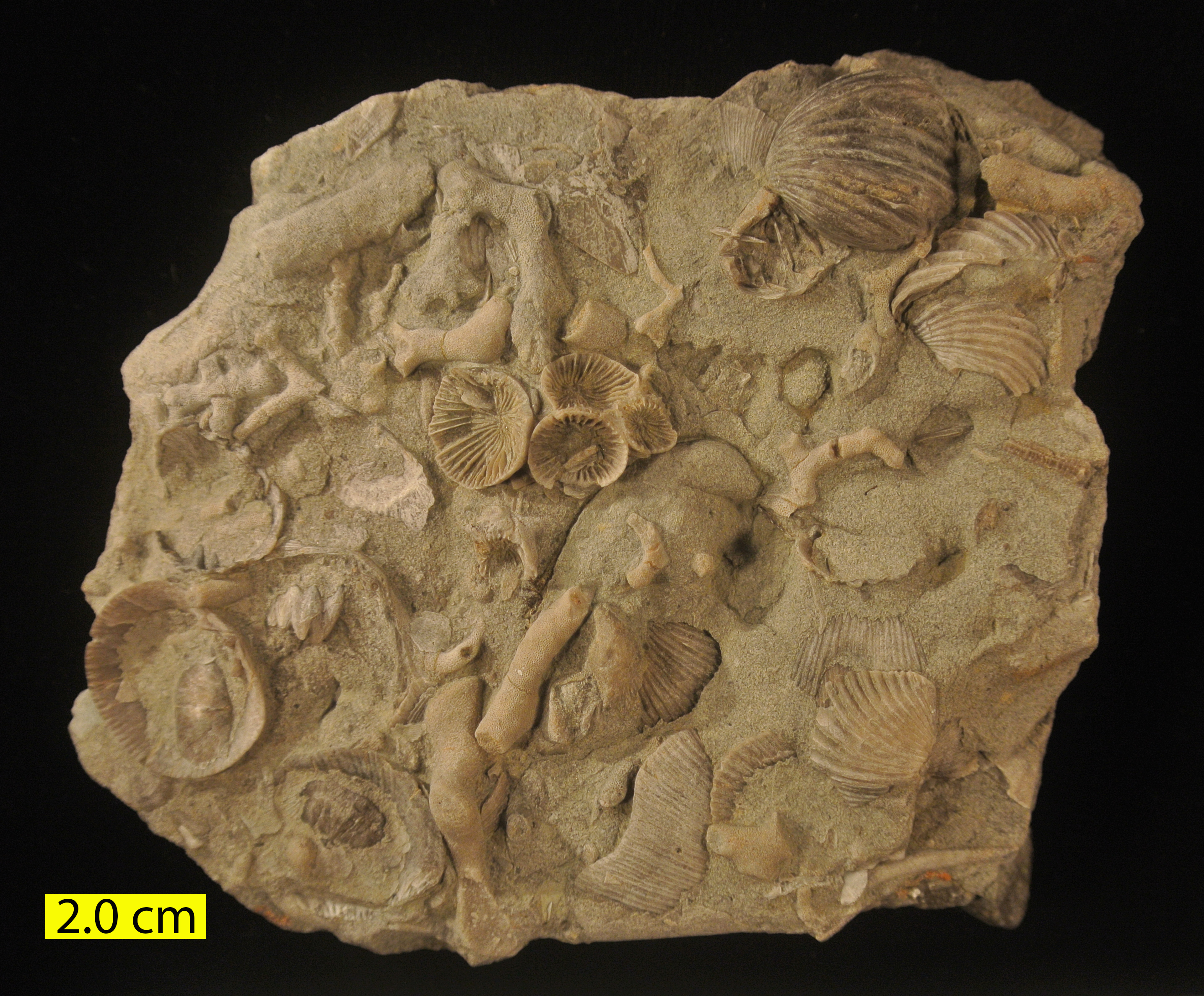

В ордовикском периоде по особенностям распространения различных групп органического мира намечаются два пояса. Первый из них объединял Северную Америку вместе с Арктическим архипелагом, Гренландию, Шотландию, Скандинавию и Прибалтику, Урал, почти всю Азиатскую часть бывшего СССР (за исключением Памира) и, по-видимому, Китай. Этот пояс охватывал ордовикские приэкваториальные области и отличался жарким и тёплым климатом, большим разнообразием органического мира. Внутри пояса обособляется ряд палеобиогеографических областей (в СССР — Прибалтийская, Казахстанская, включая Тянь-Шань, Сибирская, Колымская). Второй пояс объединял ордовикские приполярные области с холодным климатом. Он охватывал Южную Европу, Африку, юг Азии (в частности, Памир), по-видимому, Австралию и Южную Америку. Органический мир этого пояса отличался обеднённостью состава. В Африке, на юге Европы и в Южной Америке в пределах этого пояса обнаружены признаки ордовикского оледенения.
Отложения ордовика на территории бывшего СССР широко распространены в пределах Восточно-Европейской и Сибирской платформ, в складчатых системах Урала, Пай-Хоя и Новой Земли, на островах Северной Земли и Новосибирских, в Казахстане, Средней Азии, Алтае-Саянской области и на северо-востоке России.
Разрезы южного берега Балтийского моря считаются классическими. С несогласием на кембрийских песках и песчаниках здесь залегают оболовые песчаники, а затем сланцы с граптолитами (диктионемовый сланец), относящиеся к тремадокскому ярусу нижнего ордовика, их перекрывают маломощные глауконитовые пески и песчаники, постепенно переходящие в мергели и известняки с глауконитом. Породы верхнего и среднего ордовика представлены известняками и доломитами. На уровне лландейловского яруса встречаются пачки горючих сланцев — кукерситов. Мощность ордовикской системы на платформе не превышает 200—250 м. По западному склону Урала, на Пай-Хое и на Новой Земле (в западной миогеосинклинальной зоне Урало-Сибирского геосинклинального пояса) отложения ордовикской системы состоят из морских терригенных отложений и известняков. Их мощность местами достигает 3800 м. Во внутренней, эвгеосинклинальной, части Урало-Сибирского пояса (на восточном склоне Урала, в восточной половине Казахстана, в Среднем и Северном Тянь-Шане) устанавливается ряд зон с различными по составу морскими осадками мощностью до 10 тыс. м. На В. Урало-Сибирского пояса, в Алтае-Саянской миогеосинклинальной области преобладают зеленоцветные терригенные осадки мощностью около 3500—4500 м. В Горном Алтае, на Салаире, в Горной Шории и в Кузнецком Алатау в среднем и верхнем ордовике появляются мощные толщи известняков, в Туве известны красноцветные грубообломочные осадки. На Урале, в Алтае-Саянской области, в Казахстане и Тянь-Шане широко распространены интрузивные породы ордовика. На Сибирской платформе ордовикская система отличается изменчивостью и разнообразием состава пород. Наряду с известняками и доломитами здесь широко распространены красноцветные и пестроцветные песчано-глинистые осадки, местами с гипсоносными и соленосными прослоями. Мощности отложений обычно не превышают 500 м, но по периферии платформы местами достигают 1500—1700 м. В Верхоянско-Чукотской геосинклинали ордовикская система обнажается главным образом в области Колымского массива и представлена морскими отложениями трёх типов — известняковым (мощностью до 500 м), терригенным (мощностью не более 1000 м) и вулканогенноосадочным (мощностью до 2500 м).

## Полезные ископаемые
В платформенных осадках на территории Эстонии и в Ленинградской области разрабатываются горючие сланцы (кукерситы); там же, а также на Сибирской платформе и в Казахстане известны фосфориты. К геосинклинальным вулканогенно-кремнистым осадкам приурочены небольшие месторождения железных и марганцевых руд в Северной Америке, Западной Европе, Казахстане, Китае и др. С ордовикскими интрузиями в Казахстане связаны месторождения золота и других металлов. В Северной Америке в ордовикских отложениях известны месторождения нефти.